# Legion Estoński SS
Legion Estoński SS (niem. Estnische SS-Legion, Estnische SS-Freiwilligen-Legion, est. Eesti SS-leegion) – ochotnicza kolaboracyjna formacja zbrojna Waffen-SS złożona z Estończyków podczas II wojny światowej, sformowana i wyszkolona na poligonie Heidelager w Pustkowie.

## Historia
Początkowo w Waffen-SS służyli jedynie ochotnicy pochodzący z germańskich krajów Europy Zachodniej i Skandynawii. Pogarszająca się sytuacja wojskowa na froncie wschodnim zmusiła Niemców do poszukiwania nowych rezerw ludzkich. Znaleziono je najpierw wśród narodów państw bałtyckich, których ludność silnie odczuła okupację sowiecką z lat 1940-1941. Pierwszymi niegermańskimi ochotnikami w SS były ludy fińskie – Finowie i Estończycy oraz Bałtowie – Łotysze. Ponadto Łotysze i Estończycy cieszyli się dużym zaufaniem Niemców jako narody bliskie pochodzeniu germańskiemu – z uwagi na wielosetletnie panowanie, dominację i osadnictwo Niemców, Duńczyków i Szwedów na terenie Łotwy i Estonii.
14 sierpnia 1942 r. Adolf Hitler wydał oficjalną decyzję dotyczącą formowania estońskiego legionu Waffen-SS, a 28 sierpnia komisarz generalny okupowanej Estonii Karl-Siegmund Litzmann zapowiedział rozpoczęcie akcji rekrutacyjnej. Ochotnicy musieli spełnić kryteria rasowe, być w wieku od 17 do 30 lat, wzrostu co najmniej 170 cm i mieć dobre zdrowie. 
Tworzenie Legionu rozpoczęło się po jego formalnym ustanowieniu 1 października 1942 z siedzibą na poligonie szkoleniowym Heidelager w Pustkowie pod Dębicą na terenie Generalnego Gubernatorstwa. Jego dowódcą został obersturmbannführer SS Franz Augsberger. Wkrótce na poligon Heidelager została wysłana pierwsza grupa licząca ponad 1200 Estończyków. Wielu spośród nich służyło wcześniej na obszarze okupowanej Estonii w różnych jednostkach policji i bezpieczeństwa SS. W lutym 1943 r. został sformowany pierwszy batalion Legionu.
W marcu dowództwo niemieckie wyłączyło go ze składu macierzystej jednostki i przydzieliło do 5 Dywizji Pancernej SS „Wiking” jako Estnisches SS-Freiwilligen Panzergrenadier Bataillon „Narva”. Dalsza akcja rekrutacyjna wśród Estończyków nie przyniosła jednak spodziewanych rezultatów. W tej sytuacji Niemcy przeprowadzili pobór, który był nadzorowany przez General-Inspektion der Estnische SS Freiwilligen Legion na czele z oberführerem Waffen-SS Johannesem Soodlą. Urząd ten miał ograniczone kompetencje wobec estońskich oddziałów Waffen-SS, pełniąc głównie funkcje kulturalne, oświatowe i propagandowe.
Spośród Estończyków, którzy nie weszli w skład Batalionu „Narva”, sformowano w marcu 1943 r. Estońską Ochotniczą Brygadę SS (Estnische SS-Freiwilligen-Brigade) pod dowództwem standartenführera SS Fritza Freitaga. Liczyła ona ok. 3 tys. żołnierzy, w tym ok. 200 Niemców. Składała się z dwóch 3-batalionowych pułków. W pierwszym pułku była też kompania ciężkich moździerzy, przeciwpancerna i saperów, zaś w drugim – jedynie kompania saperów. W październiku 1943 jednostka została przemianowana na 3 Estnische SS-Freiwilligen-Brigade i wyjechała na front wschodni, gdzie brała udział w działaniach antypartyzanckich. Jej dowódcą został pierwszy dowódca Legionu, brigadeführer SS Franz Augsberger.

## Skład organizacyjny
- 1 Pułk Legionu – d-ca sturmbannführer SS Franz Augsberger
  - 1 Batalion (Batalion „Narva”)
  - 2 Batalion
  - 3 Batalion
  - kompania saperów – d-ca obersturmführer SS Kurt Schärpf
  - kompania przeciwpancerna
  - kompania ciężkich moździerzy
  - batalion zapasowy